# Museo de Nosotros de San Diego
El Museo de Nosotros de San Diego (en inglés: San Diego Museum of Us) es un museo de antropología localizado en los edificios históricos del California Quadrangle, en el  Balboa Park, San Diego, California. Las colecciones del museo y las exhibiciones permanentes se enfocan en la historia precolombina del occidente de América, con materiales escritos de la cultura amerindia de la región del Sur de California, de las civilizaciones mesoamericanas, como la maya, y de las civilizaciones andinas, como los moche. El museo también tiene una colección del Egipto antiguo, y muchas otras de todo el mundo. El número total de artefactos rondan los 72,000 de todas las colecciones, con más de 37,000 fotografías históricas, principalmente de los amerindios.
El museo traza sus orígenes a la Exposición Panamá-California, que se inauguró en 1915 con motivo de la inauguración del canal de Panamá. La exhibición central de la exposición, «La Historia del ser humano a través de los tiempos», fue obtenida bajo la dirección del arqueólogo doctor Edgar Lee Hewett de la Escuela de Arqueología de América, que organizó expediciones para recoger cerámicas precolombinas del Suroeste Americano y hacia Guatemala para los objetos y reproducciones de monumentos de la civilización maya. Muchos otros materiales fueron obtenidos de las expediciones enviadas por el antropólogo Aleš Hrdlička de la Smithsonian Institution, que reunió a elencos y especímenes procedentes de África, Siberia, Alaska y el Sureste de Asia. También se obtuvieron restos osteológicos y cráneo trepanados del Perú.
Cuando la Exposición llegó a su fin, un grupo de ciudadanos dirigidos por George Marston formó la Asociación Museo de San Diego para retener la colección y convertirla en un museo permanente, con Hewett como primer director. Después de la Exposición se incluyeron notables ampliaciones de fondos, como la Colección de Armas Jessop y una rara colección de artefactos de la antigua ciudad egipcia de Amarna, donados por Ellen Browning Scripps y la Sociedad Egipcia de Exploración.